# The Live Debut
The Live Debut é um EP da cantora e compositora norte-americana Mariah Carey. Foi lançado nas plataformas de música digital em 17 de julho de 2020, marcando o início do projeto "#MC30", que celebra os 30 anos da carreira de Mariah Carey na indústria musical.
O EP possui quatro canções gravadas ao vivo em 1990, durante uma apresentação de Mariah Carey no Tatou Club, em Nova York, EUA. Além das faixas em áudio, os vídeos da apresentação foram disponibilizados no canal oficial da cantora no YouTube.

## Histórico
Em 2020, Mariah Carey completou 30 anos do lançamento de seu primeiro álbum, Mariah Carey. Para comemorar a data, Mariah Carey anunciou em suas redes sociais em 14 de julho de 2020 o projeto "#MC30". Por meio de um trailer em vídeo, a cantora avisou os fãs de que toda sexta-feira, a partir de 17 de julho, áudios e vídeos raros ou inéditos seriam lançados nas plataformas digitais.
O primeiro lançamento foi The Live Debut, um EP que registra a primeira apresentação ao vivo profissional que Mariah Carey fez em 22 de outubro de 1990 no Tatou Club, em Nova York, EUA. Na postagem que anunciava o lançamento do EP, Mariah Carey declarou: "Não reconhecemos números, mas reconhecemos quando é hora de um momento comemorativo!"[carece de fontes?]
O EP possui cinco faixas. Três delas fazem parte do álbum Mariah Carey, álbum de estreia da cantora lançado em 1990. A última canção é cover de "Don't Play That Song (You Lied)", da cantora e compositora norte-americana Aretha Franklin. Em uma entrevista gravada na época da apresentação, Mariah Carey disse: "Eu precisava de mais uma música, então incluí 'Don't Play That Song For Me', de Aretha Franklin. Nos shows, eu costumo dizer: 'Essa música foi gravada originalmente pela incomparável Aretha Franklin.' Assim, eu já deixo claro que não chego nem perto do modo como Aretha canta essa música, mas, de qualquer forma, essa é minha homenagem."
Além de disponibilizar os áudios nas plataformas de música digital, Mariah Carey inclui o vídeo da apresentação em seu canal oficial do YouTube. No dia do lançamento do EP, a cantora comentou sobre o figurino que usou no show: "Isenção de responsabilidade: o vestido de veludo verde-oliva não foi escolha minha."

## Faixas
| N.º            | Título                                                           | Compositor(es)              | Duração |  |
| 1.             | "Introduction/Announcer" (Live at the Tatou Club, 1990)          |                             | 0:16    |  |
| 2.             | "Love Takes Time" (Live at the Tatou Club, 1990)                 | Mariah Carey; Ben Margulies | 4:15    |  |
| 3.             | "Vision of Love" (Live at the Tatou Club, 1990)                  | Mariah Carey; Ben Margulies | 4:22    |  |
| 4.             | "Vanishing" (Live at the Tatou Club, 1990)                       | Mariah Carey; Ben Margulies | 4:54    |  |
| 5.             | "Don't Play That Song (You Lied)" (Live at the Tatou Club, 1990) | Ahmet Ertegun; Betty Nelson | 3:01    |  |
| Duração total: | Duração total:                                                   | Duração total:              | 16:48   |  |